# Sint-Jan Baptistkerk (Wortel)

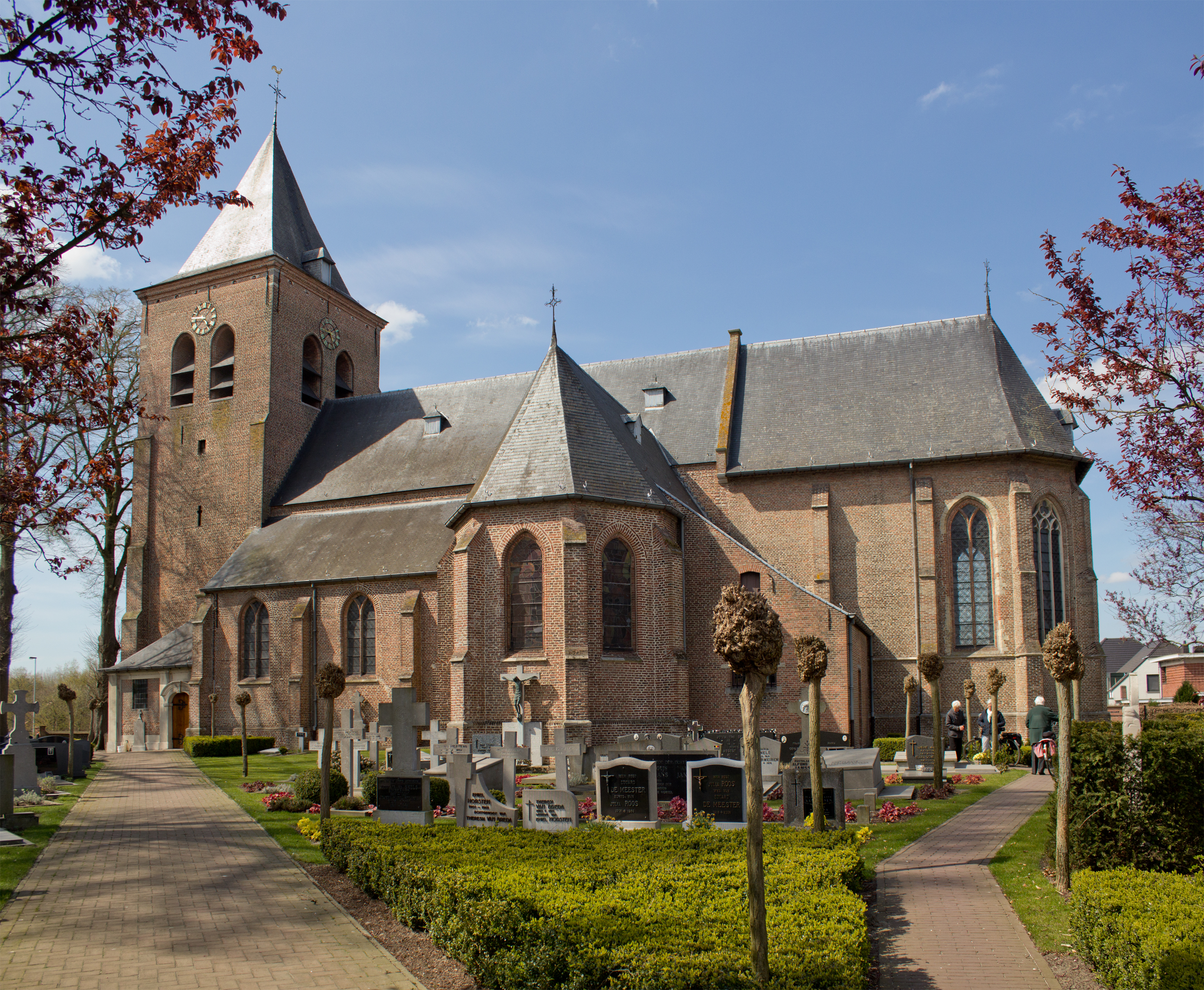
Sint-Jan Baptistkerk

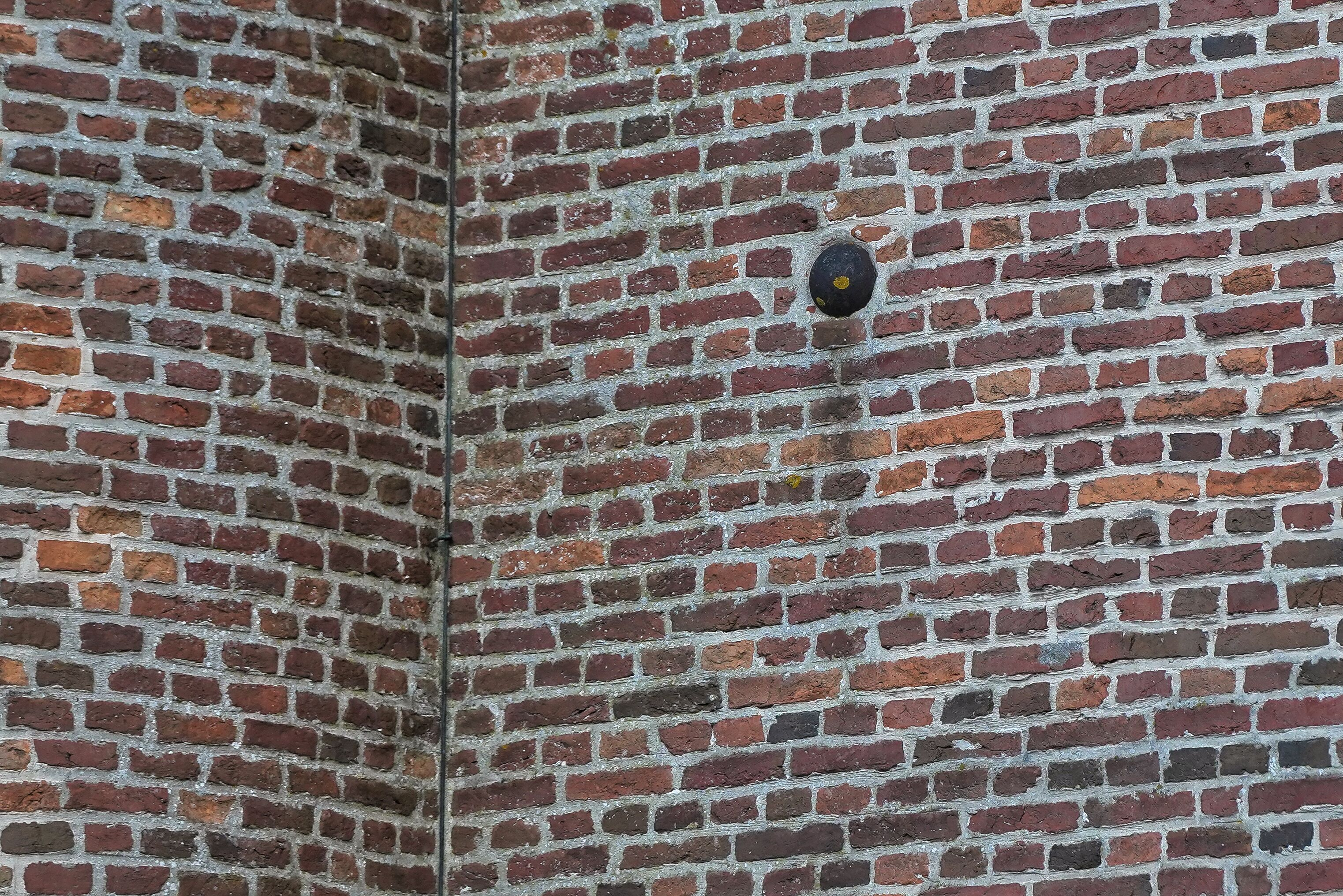
In de westkant van de toren is een kanonskogel van de Slag bij Hoogstraten ingemetseld. Vaak werd gedacht dat de kogel stamde uit de tijd van het Beleg van Hoogstraten (1603), maar dit bleek niet te kloppen. Jan Huijbrechts heeft het kaliber van de kogel nagemeten en het bleek een Pruisische te zijn.

De Sint-Jan Baptistkerk is de parochiekerk van de tot de gemeente Hoogstraten behorende plaats Wortel in de Belgische provincie Antwerpen. De kerk is gelegen aan de Klinketstraat.

## Geschiedenis
In 1155 werd voor het eerst melding gemaakt van een kerkje te Wortel, waarvan het patronaatsrecht toen aan het Onze-Lieve-Vrouwekapittel te Antwerpen.
Omstreeks 1425 begon men met de bouw van een gotische kerk. In 1429 kwam de toren gereed, welke ook een militaire functie had. In 1460-1461 werd het oude kerkje afgebroken en werd een nieuwe kerk gebouwd die mogelijk omstreeks 1530 was voltooid.
Tijdens de godsdiensttwisten werd de kerk, vermoedelijk in 1583, verwoest. Het koor werd enigszins hersteld en als noodkerk voor de sterk afgenomen bevolking gebruikt. Ook in 1603, tijdens gevechten tussen Spaanse en Staatse troepen, werd de kerk waarschijnlijk beschadigd. Tijdens het Twaalfjarig Bestand, tussen 1609 en 1621, werd het herstel voltooid.
In 1765 verwierf de kerk een relikwie van Johannes de Doper.
In 1944 leed de kerk zware schade. Deze werd na de oorlog hersteld.

## Gebouw
Het betreft een gotische bakstenen pseudobasilicale kruiskerk met voorgebouwde toren, welke laatste in vroeggotische stijl werd gebouwd. De toren heeft drie geledingen. De toren is op hetzelfde moment gebouwd als het kasteel van Hoogstraten, dat indertijd naar Wortel gericht was. 

## Oriëntatie naar zomerzonnewende

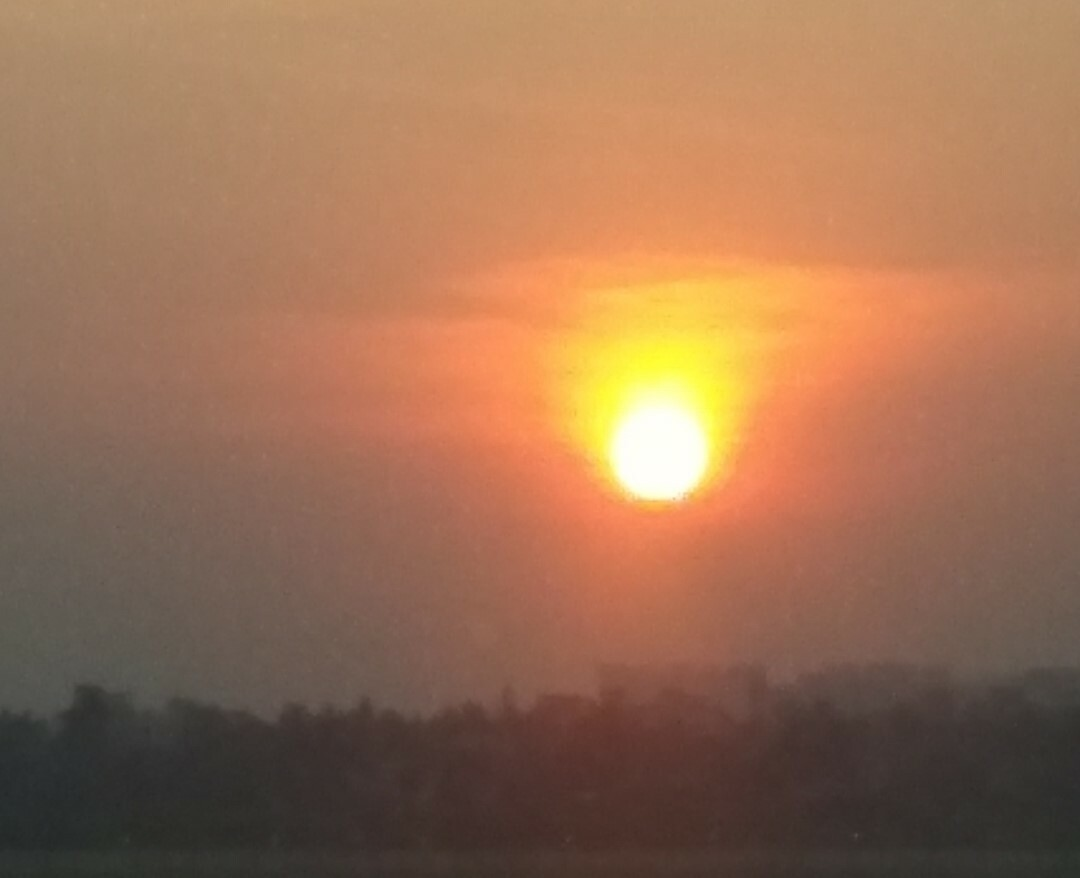
Zonsopkomst

De kerk is noordoost gericht (+/− 55°). De kerk van Wortel is meer gericht naar de zonsopkomst tijdens de zomerzonnewende dan dat ze naar het oosten wijst. Voor Wortel, België (ongeveer op een breedtegraad van 51,4°N), ligt het azimut van de zonsopkomst op 21 juni doorgaans tussen 48° en 55° ten opzichte van het noorden. Men ziet de allereerste zonnestralen op de 21e juni dan ook links van de kerk opkomen. Wanneer het zonlicht op volle sterkte komt, is de richting gelijk met de nok van de kerk. Aan de overkant van de straat ligt een 7 meter diepe helling, waar de rivier de Mark stroomt. Deze condities maken de plaats geschikt om er het Germaanse Litha-feest te vieren. Dit waren heidense feesten  waarbij een vuurwiel – symbool van het Zonnekruis – van de helling naar de rivier rolde om te doven. De kerk, helling en rivier vormen zo één geheel om het feest mogelijk te maken. Het feest van de zomerzonnewende was ook het feest van de kruiden. De naam Wort-el verwijst naar het Oudgermaanse 'würt', wat kruid betekent. Kruiden en magie gingen in de heidense cultuur dikwijls samen. Deze etymologische achtergrond ondersteunt de theorie dat Wortel mogelijk een oude heilige plaats was waar natuurkrachten, zoals kruiden, en rituelen een belangrijke rol speelden. Wort kennen we ook als een aftreksel van wortel en kruiden (soort thee), en een brouwsel van ongegist bier. Ook van absint heeft men het vermoeden dat het uit de tijd van de druïden stamt.
De kerk van Wortel is gewijd aan Sint-Jan de Doper, de patroonheilige van het dorp, wat de verbinding met de zomerzonnewende verder benadrukt. Daarnaast valt op dat Wortel kermis aan het begin van de zomervakantie wordt gevierd, rond de start van het bouwverlof, slechts twee tot drie weken na het feest van Sint-Jan. Dit kan wijzen op het Midzomerfeest. Oorspronkelijk waren de toegangswegen vanuit Sint-Lenaarts, Loenhout en Minderhout gericht op de kerk van Wortel, wat wijst op de centrale ligging van het dorp binnen de regio. Door de latere ontwikkeling van Hoogstraten en de Vrijheid werden deze toegangswegen echter onderbroken.

## Interieur
Het interieur is voornamelijk in barokstijl. Het stucwerk is in classicistische stijl en dateert van het eerste kwart van de 18e eeuw.
De kerk bezit een aantal schilderijen, zoals: Prediking van Sint-Jan Baptist door Peter Ykens (tweede helft 17e eeuw); Tenhemelopneming van Maria (tweede helft 17e eeuw); Sint-Joris bevecht de draak (tweede helft 17e eeuw); Anna leert Maria lezen en Jezus aan het kruis met Maria Magdalena (beide 18e eeuw).
Van de beelden kunnen worden genoemd: Sint-Cornelius (tweede helft 15e eeuw); buste van Sint-Willibrord in gepolychromeerd hout (ongeveer 1600); Christus op de koude steen (16e eeuw); reliekhouder van Johannes de Doper (midden 18e eeuw).
Het hoofdaltaar, gewijd aan Johannes de Doper, is in barokstijl (tweede helft 17e eeuw); zijaltaar in noordwestelijk transept, gewijd aan Onze-Lieve-Vrouw; Sint-Joris zijaltaar in zuidoostelijk transept, in rococostijl (vierde kwart 8e eeuw); koorgestoelte (1654); doopvont in arduin (17e eeuw).
De kerk bezit 17e- en 18e-eeuwse grafzerken. Er zijn klokken uit 1421, 1525, 1672, 1726 en 1972.